# A' Katīgoria 1935-1936
La A' Katīgoria 1935-1936 fu la 2ª edizione del campionato di calcio cipriota. Si concluse con l'affermazione finale dell'APOEL, che vinse il primo titolo della sua storia.

## Stagione

### Formula
Non erano previste retrocessioni. Venivano dati due punti per ogni vittoria, uno per ogni pareggio e zero per ogni sconfitta. Le otto squadre partecipanti disputavano turni di andata e ritorno per un totale di quattordici incontri per squadra.

## Squadre partecipanti
| Club               | Città     | Stadio             | Stagione precedente |
| ------------------ | --------- | ------------------ | ------------------- |
| AEL Limassol       | Limassol  | Stadio GSO         | 4º in A' Katīgoria  |
| Anorthōsis         | Famagosta | Stadio GSE         | 5º in A' Katīgoria  |
| APOEL              | Nicosia   | Stadio Vecchio GSP | 3º in A' Katīgoria  |
| Arīs Limassol      | Limassol  | Stadio GSO         | 7º in A' Katīgoria  |
| EPA Larnaca        | Larnaca   | Stadio Vecchio GSZ | 6º in A' Katīgoria  |
| Lefkoşa Türk       | Nicosia   | Stadio Vecchio GSP | 2º in A' Katīgoria  |
| Olympiakos Nicosia | Nicosia   | Stadio Vecchio GSP | 8º in A' Katīgoria  |
| Trast              | Nicosia   | Stadio Vecchio GSP | 1º in A' Katīgoria  |

## Classifica finale
|                  | Pos. | Squadra            | Pt | G  | V  | N | P  | GF | GS | DR  |
| ---------------- | ---- | ------------------ | -- | -- | -- | - | -- | -- | -- | --- |
| Cipro (bandiera) | 1.   | APOEL              | 24 | 14 | 12 | 0 | 2  | 52 | 15 | +37 |
|                  | 2.   | Trast              | 20 | 14 | 9  | 2 | 3  | 39 | 21 | +18 |
|                  | 3.   | Lefkoşa Türk       | 19 | 14 | 9  | 1 | 4  | 28 | 21 | +7  |
|                  | 4.   | AEL Limassol       | 17 | 14 | 8  | 1 | 5  | 35 | 17 | +18 |
|                  | 5.   | Arīs Limassol      | 16 | 14 | 8  | 0 | 6  | 37 | 33 | +4  |
|                  | 6.   | Olympiakos Nicosia | 9  | 14 | 4  | 1 | 9  | 23 | 56 | -33 |
|                  | 7.   | Anorthōsis         | 5  | 14 | 2  | 1 | 11 | 14 | 38 | -24 |
|                  | 8.   | EPA Larnaca        | 2  | 14 | 0  | 2 | 12 | 8  | 35 | -27 |

### Verdetti
- APOEL campione di Cipro